# まぁいっか!
『まぁいっか!』は、WEST.の23枚目のシングル。2024年9月10日にELOV-Labelより発売された。

## 概要
8月1日にリリースが発表され、その日の午後8時30分からは、WEST.公式YouTubeとWEST.公式TikTokで発売決定同時生配信「WESTube＆WESTikTok同時配信なんて初の試みやっちゃうけど、まぁいっか！」が実施された。
初回盤A、初回盤B、通常盤の3形態で発売。タイトルロゴや通常盤のジャケットデザインなどはイラストレーターのDai / NEW JACKが担当し、楽曲のキャラクターであるピンク色のクマ「まぁくん」と青色のイカ「イッカ」のInstagramも開設された他、9月10日には「まぁくん」と「イッカ」のLINE公式スタンプも発売された。
「まぁいっか!」はポップでポジティブな歌詞の自己肯定ソングで、令和のポップマエストロとして知られるシンガーソングライターのmeiyoから楽曲提供された。MVでは、WEST.がポップでコミカルなプチ災難を、魔法のことば「まぁいっか！」でポジティブに乗り越えていく様子が描かれている。8月10日午後9時30分に公式YouTubeチャンネルでプレミア公開された際には、メンバーもコメントで撮影の裏話をするなどして盛り上げた。発売日の9月10日にはパラデル漫画家の本多修が手掛けた、ジャケット写真から落ちてしまった「まぁくん」を助け出すコミカルなパラデル漫画バージョンのMVも公開された。ダンスはパワーパフボーイズが振付を手掛け、8月27日にはパワーパフボーイズとWEST.のスペシャルダンスコラボ映像がYouTubeで公開された。

## 購入特典
ストリーミング動画
初回盤A・B・通常盤（初回プレス）にそれぞれ封入されている視聴シリアルコードを3つ1口で特設サイトにて登録期間内に入力することで、ストリーミング動画が視聴可能となる。
- 「WEST.水上運動会〜プールで対決したってまぁいっか！」

先着購入特典（全仕様共通）
- WEST. 10th Anniversary ラバーバンド

## 収録曲
クレジット出典

### CD

#### 初回盤A
1. まぁいっか!［03:37］
作詞・作曲：meiyo / 編曲：高橋諒
meiyoによる楽曲提供は「POP＆POP」に続き2曲目[9]。
2. なりふり［03:27］
作詞・作曲：岡嶋かな多、Hayato Yamamoto / 編曲：Hayato Yamamoto
  - ABCテレビ・テレビ朝日系『あなたの代わりに見てきます!リア突WEST.』テーマソング[9]
3. I like you!!［04:11］
作詞：山崎あおい / 作曲・編曲：白戸佑輔
4. まぁいっか!（オリジナル・カラオケ）
5. なりふり（オリジナル・カラオケ）
6. I like you!!（オリジナル・カラオケ）

#### 初回盤B
1. まぁいっか!
2. なりふり
3. 諦める主役へ［03:04］
作詞・作曲：コ太朗 / 編曲：佐々木“コジロー”貴之
4. まぁいっか!（オリジナル・カラオケ）
5. なりふり（オリジナル・カラオケ）
6. 諦める主役へ（オリジナル・カラオケ）

#### 通常盤
1. まぁいっか!
2. なりふり
3. ゴールデンタイム［04:07］
作詞・作曲：ET-KING、NAOKI-T / 編曲：NAOKI-T
  - TBS『ひらめけ!うんぴょこちゃんねる』エンディングテーマ[9]
4. Checkmate［03:04］
作詞・作曲：長沢知亜紀、永野小織、Kaz Kuwamura / 編曲：小木岳司

### Blu-ray/DVD

#### 初回盤A
31分収録。
- 「まぁいっか!」Music Video & Making, Music Video -Dance Ver.-

#### 初回盤B
約53分収録。2024年5月に出演した野外フェスティバル出演の模様（ノーカット）をリハーサルから裏側を追ったドキュメンタリーも含めて収録。
- METROCK2024 TOKYO -LIVE & Documentary-
  1. OVERTURE
  2. ええじゃないか
  3. Anything Goes
  4. ハート
  5. しらんけど
  6. 春じゃなくても
  7. 超きっと大丈夫
  8. ムーンライト
  9. アンジョーヤリーナ
  10. 証拠

## チャート成績
初週売上24.2万枚で9月23日付「オリコン週間シングルランキング」で初登場1位を記録。13作連続、通算18作目のシングル1位獲得となった。